# Попаснянская городская община
Попасня́нская городска́я общи́на (укр. Попаснянська міська громада) —территориальная община в Украине, в Северодонецком районе Луганской области, с административным центром в городе Попасная.

## Общая информация
Площадь общественной территории — 486,6 км2. Население — 25 180 человек (2020 г.).

## Населенные пункты
В состав общины вошли:
Город — Попасная. 
Посëлки городского типа — Врубовка, Камышеваха.
Села — Выскрива, Викторовка, Новозвановка, Новоивановка, Новоалександровка, Александрополье, Троицкое, Глинокарьер, Дружба, Николаевка, Почечное.

## История
Образована в 2020 году, путем объединения Попаснянского городского, Врубовского, Камышевасского поселковых и Троицкого сельского советов Попаснянского района.